# Mike Alstott

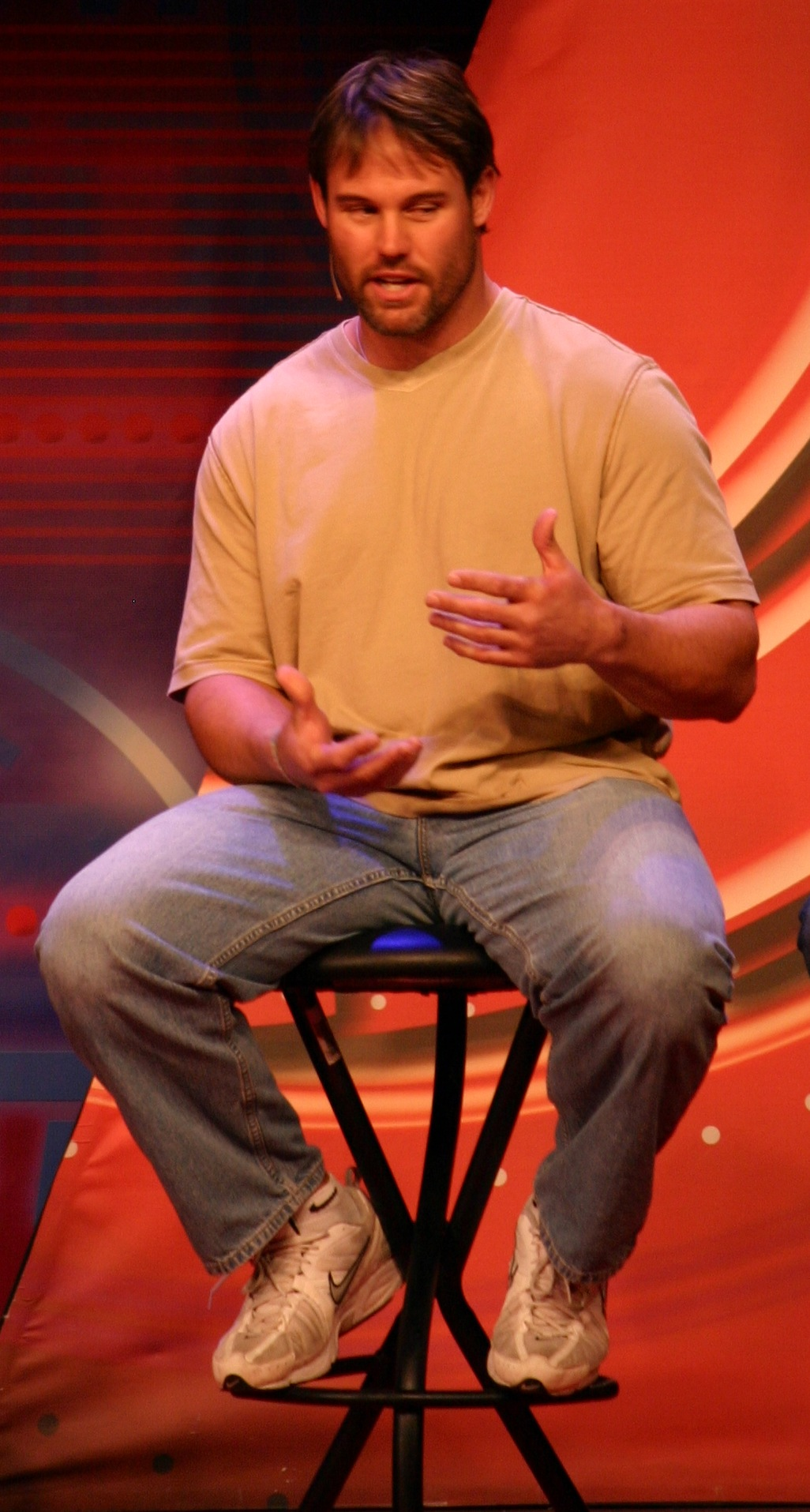
Mike Alstott em 2010.

Michael Joseph Alstott (21 de dezembro de 1973, Joliet, Illinois), apelidado "A-Train", é um ex-jogador de futebol americano que jogava na posição de fullback na National Football League. Ele jogou por 12 anos no Tampa Bay Buccaneers. Durante sua carreira, Alstott foi eleito para seis Pro Bowls e fez parte do time campeão do Super Bowl XXXVII.
Alstott é formado em economia pela Universidade de Purdue.

## Números da carreira
- Corridas: 1 359
- Jardas terrestres: 5 088
- Média por corrida: 3,7
- Touchdowns: 58